# Galde
Galde eller Galle var en svensk-norsk medeltida uradlig ätt som är känd från tidigt 1300-tal och som under en tid var ägare till Åby säteri i nuvarande Sotenäs kommun.
Vapen: På silverfält en blå sparre med tre sexuddiga stjärnor, 2 över, 1 under sparren.

## Släkttavla
1. Sven Galde till Åby, riddare och norskt riksråd 1471-1483.
  1. Olof Galde.
  2. Gaute Galde till Åby.
    1. Christoffer Gautesson Galde till Åby (död 1555). Gift med Birgitta Bilde, dotter till Claus Bilde och Lisbeth Ulftand.
      1. Lisbeth till Åby (1594), gift först med en Ulfeld och sedan med en Friis.
      2. Tönne Galde, gift 1) med Apelone Lunge, dotter till Vincent Lunge på Morlanda, och gift 2) med Vivika Beck, med vilken han fick sonen:
        1. Christopher Galde till Vrem och Qville, död ogift 1632, och slöt troligen ätten.

## Oklar släkttillhörighet
- Karen Galde, född 1601, död 1671 Kokkedal, gift med Börje Rosenkrantz, till Örup och Sannarp samt Sjörup i Ringsteds härad i Danmark.